# Arxiu Comarcal del Baix Llobregat
L'Arxiu Comarcal del Baix Llobregat (ACBL) pertany a la Xarxa d'Arxius Comarcals. Es va crear el 23 d'abril de l’any 1983 per mitjà d’un conveni signat entre el Departament de Cultura de la Generalitat de Catalunya i l'Ajuntament de Sant Feliu de Llobregat. Actualment, el Consell Comarcal del Baix Llobregat també participa en la gestió d'aquest servei. Té 3330 metres lineals de documents d'entre el segle xi i XXI.
L'Arxiu conserva una gran varietat i multiplicitat de fons i col·leccions referits al conjunt de la comarca del Baix Llobregat, amb aproximadament 124 fons i col·leccions i més de 3000 metres lineals de documentació custodiada. La institució desenvolupa funcions d'arxiu de l’Administració, d’institucions i de particulars del Baix Llobregat i d'Arxiu Municipal de Sant Feliu de Llobregat.

## Edifici
El març de 2015 es va inaugurar la nova seu de l'edifici, al número 23 del carrer Clementina Arderiu. El nou equipament disposa d’una superfície útil 1872 m², repartits en diversos espais físics d’arxiu, com els dipòsits de documents, les sales de treball, la sala polivalent per a conferències, exposicions i tallers i la sala de consulta, i equipaments tecnològics (estacions de digitalització, sistema d’informació per Internet, repositori segur de documents, etc.).
L'edifici, de nova planta, és obra dels arquitectes Xavier Vendrell i Claudi Aguiló,, S'ubica al barri del Mas Lluí, situat a pocs metres d'altres equipaments públics de Sant Feliu de Llobregat, com l’Institut de batxillerat Olorda, l'escola Martí Pol i comparteix edifici amb el Centre d’Estudis Comarcals del Baix Llobregat.
L’arxiu, edificat en tres plantes, es divideix en dues àrees: la interna i la pública. La primera disposa de moll de descàrrega, sala de recepció i tria de la documentació, àrea de desinfecció, magatzems, sales de treball, despatxos, sala de reunions, cinc dipòsits de documentació amb una capacitat potencial de 14 quilòmetres i dos dipòsits de suports especials: un per a documentació fotogràfica i electrònica i un altre per a suports de gran format, com pergamins, plànols i cartells.
Els espais públics es divideixen en una sala de consulta apte per a 19 persones, que també conté part de la biblioteca auxiliar, i una sala polivalent amb un aforament de 60 persones.
Per a la seguretat, preservació i conservació de la documentació, l’arxiu disposa de sistemes de control ambiental (temperatura i humitat relativa), així com de sistemes de seguretat (alarma anti intrusió i detectors de fum).
Abans de la inauguració de l'edifici actual, entre el 13 de maig de 1993 i el 28 de març de 2015, la seu de l'arxiu va ser un edifici al parc de la Torre del Roser.

## Fons
Entre els fons que conserva hi ha els arxius municipals de Sant Feliu de Llobregat (des del 1757), Castellví de Rosanes (1716), Collbató (1817), Corbera de Llobregat (1761), Santa Coloma de Cervelló (1841) i Torrelles de Llobregat (1716), així com el fons del Consell Comarcal del Baix Llobregat. Conté prop de 2.300 protocols de les diferents notaries del districte de Sant Feliu de Llobregat (des de finals del segle xviii) i diversos fons d'institucions, d'associacions, d'empreses, de famílies i de persones de la comarca.
A més, guarda el fons del Consultorio para la mujer Elena Francis(1951-1972), amb aproximadament 100.000 cartes que recullen aspectes de la quotidianitat de les dones durant el franquisme. També conserva algunes col·leccions documentals (efímers i cartells) i més de 110.000 imatges i disposa d'una biblioteca especialitzada en història local, amb més de 9000 títols, i d'una hemeroteca amb més de 600 capçaleres del Baix Llobregat
.

## Documents destacats

### Testament de Guillem de Castellvell

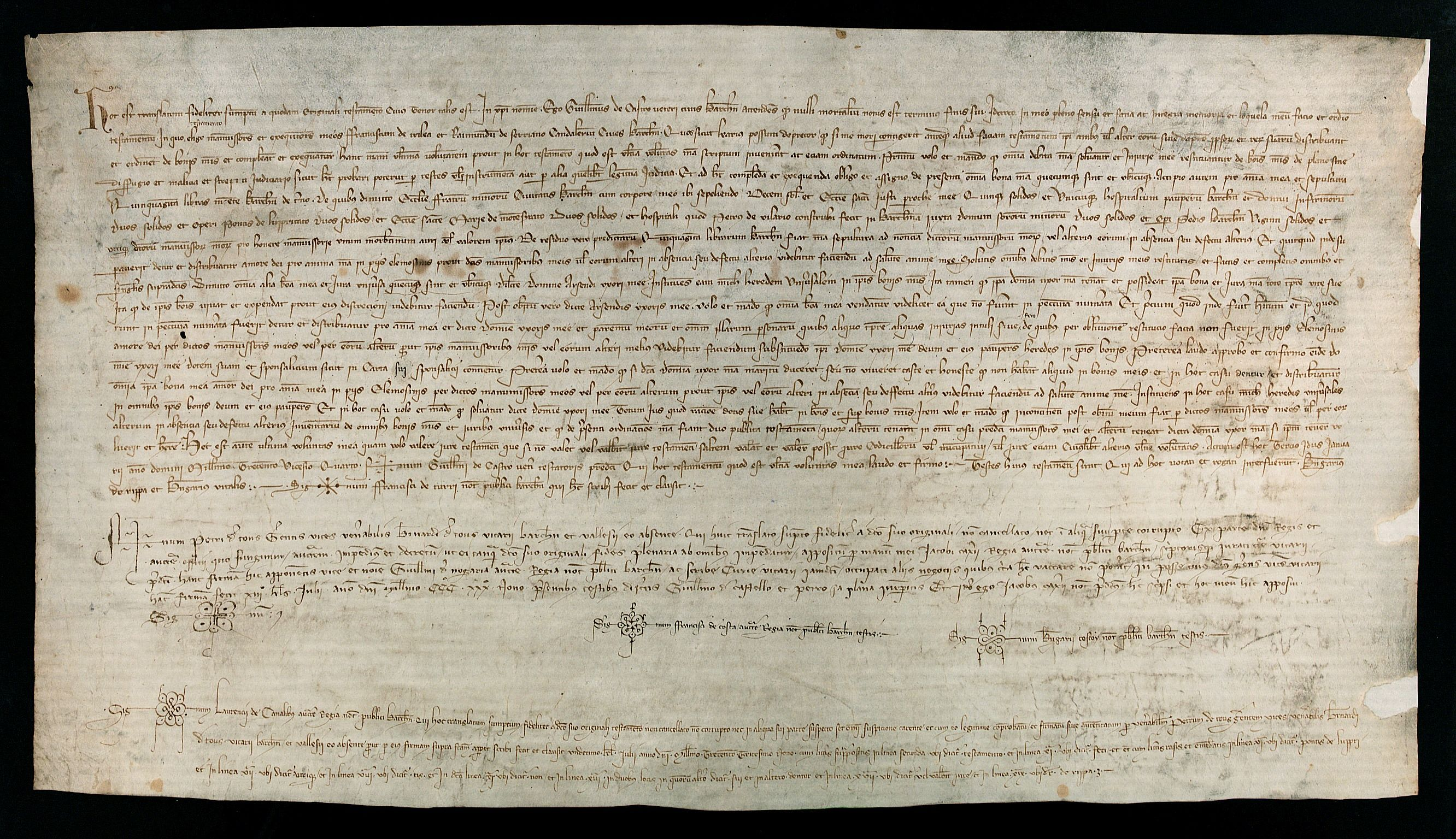
Testament de Guillem de Castellvell, de l'11 de gener de 1325.

Guillem de Castellvell, ciutadà de Barcelona, fa testament i anomena com a marmessors a Francesc de Trilea, i Ramon de Serrià, candelers de Barcelona. Fa constar que vol ser enterrat a l'església dels Frares Menors. Fa diverses deixes a esglésies i institucions pietoses (Monestir de Montserrat, obres de la Seu de Barcelona, Hospital i casa de malalts, Hospital de Pere de Vilar, construït al costat de les Germanes Menors). També fa una deixa per a la construcció d'un pont sobre el Llobregat. Anomena a dona Arsendis hereva universal dels seus béns, i, a la mort d'aquesta, diu que tots els seus béns siguin venuts en subhasta per donar els diners als pobres. El notari fou Francesc de Torres, de Barcelona, i el notari del trasllat Llorenç de Canals, de Barcelona. Es desconeix, l'emplaçament d'aquest pont, és possible que fos per a una reconstrucció del pont de Sant Boi de Sant Boi de Llobregat, construït el 1303, amb diverses reconstruccions fins al seu enderrocament al segle xvi. El testament data de l'11 de gener de 1325, i el trasllat del 21 de juny del 1339. És un pergamí que fa 64,3 x 36 cm.

### Plànol de Sant Feliu de Llobregat el 1851

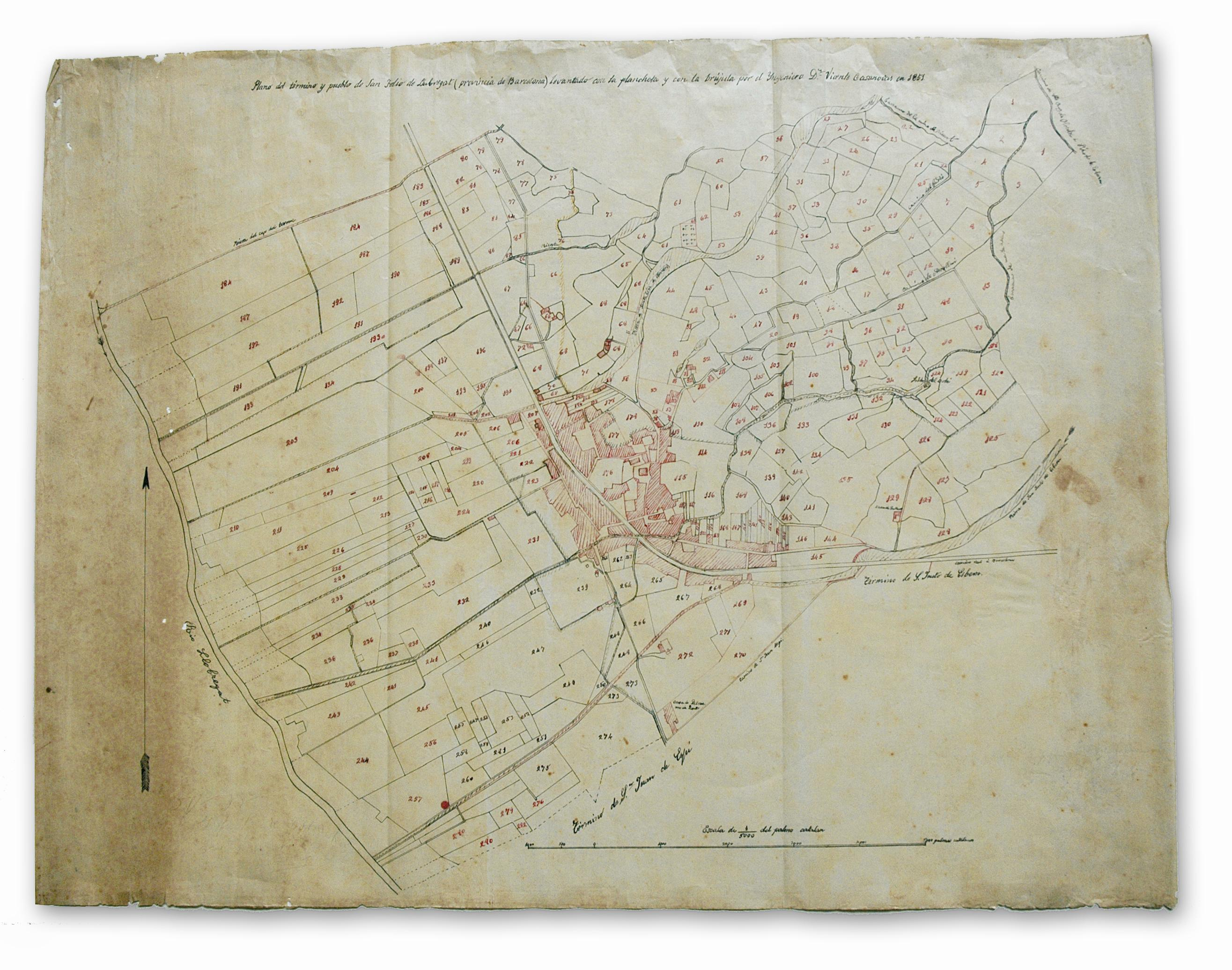
Plànol parcel·lari del terme municipal de Sant Feliu de Llobregat del 1851.

Plànol parcel·lari del 1851 en suport de tela titulat "Plano del término y pueblo de San Feliu de Llobregat (provincia de Barcelona) levantado con la plancheta y con la brújula por el ingeniero Dn. Vicente Casanovas en 1851 a escala 1:5000 del palmo catalán". Aquest plànol és la representació gràfica a escala més antiga del terme municipal de Sant Feliu, llavors, fins al 1916, el terme municipal d'aquesta població era més petit perquè no tenia annexionada la part del municipi de Santa Creu d'Olorda que li va correspondre. El plànol es complementa amb el llibre d'amillarament de 1851, que descriu les finques.

### Palau de la Torre Blanca 1888

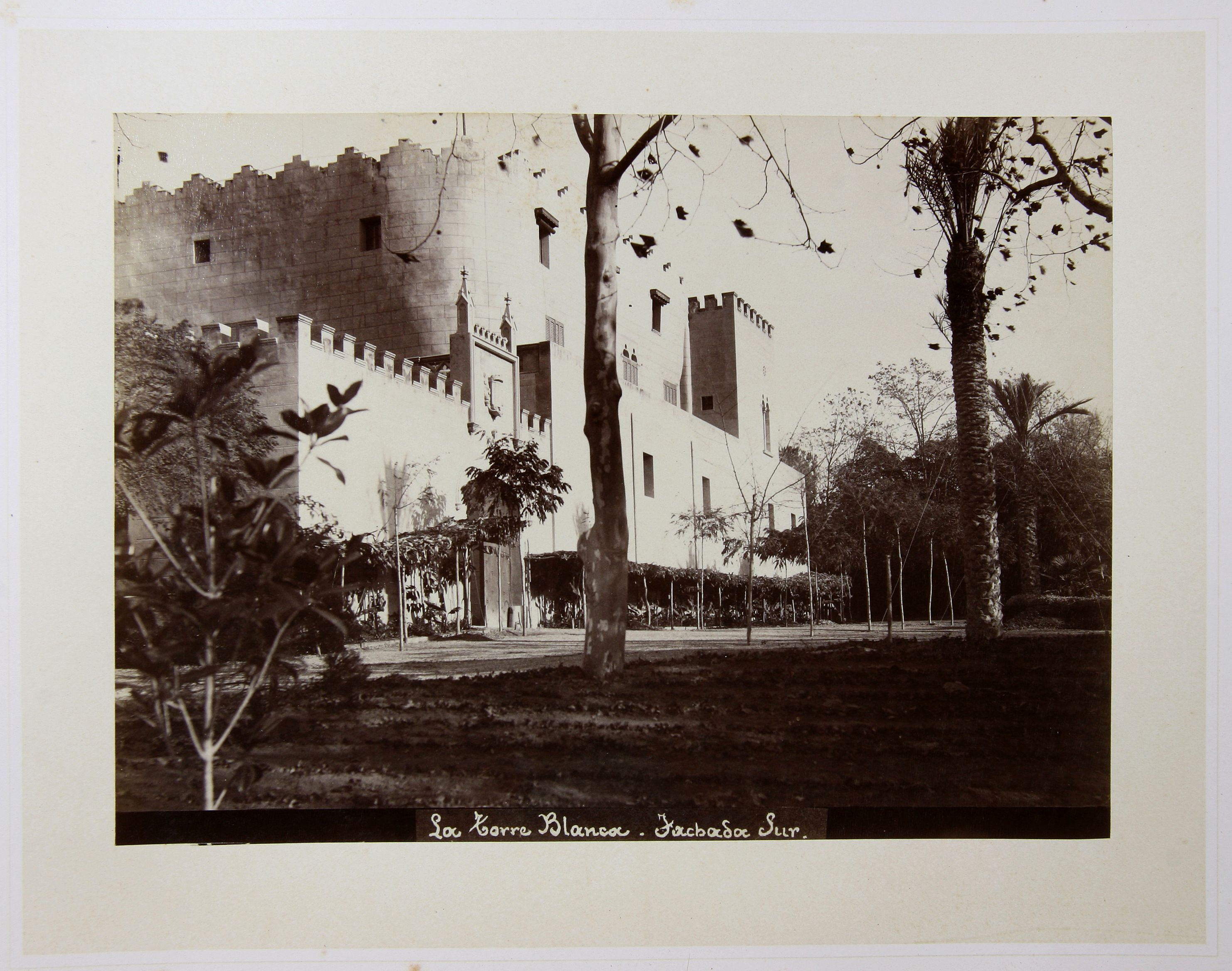
Façana Sud del palau de Torre Blanca el 1888.

Foto del palau de la Torre Blanca del 1888. El palau de Torre Blanca és una finca que es troba en els termes municipals de Sant Feliu de Llobregat, Sant Just Desvern i Sant Joan Despí. Aquest edifici es va enderrocar l'any 1958. La fotografia pertany a l’àlbum titulat: "Recuerdo de Torre Blanca". Es tracta d’un conjunt de 23 albúmines sobre els jardins i l'explotació agrícola. L’àlbum, enquadernat de pell amb daurats i ferramenta, el va regalar el marqués de Monistrol a la infanta Isabel de Borbón amb motiu de la seva visita a la finca en ocasió de l’Exposició Universal de Barcelona de 1888. L’àlbum està signat pel marqués i conté una dedicatòria.

### Denúncia de la Falange
Denúncia del Cap local de la Falange Española Tradicionalista y de las JONS del municipi de Cervelló contra Josep Tarradellas i Joan. Pertany a l'expedient de responsabilitats polítiques que se li va instruir. És del fons del Jutjat de primera instància i instrucció núm. 1 de Sant Feliu de Llobregat. Està datada a 28 de maig de 1940.

### Reunió de l'empresa Altos Hornos
Acta de la reunió extraordinària de vocals jurats i enllaços sindicals de l'empresa Altos Hornos de Cataluña, SA, (l'Hospitalet) amb motiu de l'aturada en solidaritat amb l'empresa Laforsa, de Cornellà de Llobregat. Un dels conflictes més importants del moviment obrer de l'època de la Transició política. Data del 16 de gener de 1976.